# Castelletto Molina
Castelletto Molina är en ort och kommun i provinsen Asti i regionen Piemonte i Italien. Kommunen hade 156 invånare (2018).